# (9904) Mauratombelli
(9904) Mauratombelli ist ein Asteroid des Hauptgürtels der am 29. Juli 1997 von den italienischen Astronomen Andrea Boattini und Luciano Tesi am Osservatorio Astronomico della Montagna Pistoiese (Sternwarten-Code 104) in der Toskana entdeckt wurde.
Der Asteroid wurde am 6. Januar 1999 nach der italienischen Astronomin Maura Tombelli (* 1952) benannt.